# پسرعموها
پسرعموها یک مجموعهٔ تلویزیونی ایرانی به کارگردانی جواد کهنمویی است که در سال ۱۳۶۸ از برنامه کودک و نوجوان شبکه دو پخش شد.

## خلاصه داستان
دو خانواده، طی ماجراهایی دچار کدورت شده و از هم فاصله می‌گیرند. بچه‌ها نیز به تبعیت از بزرگترها با هم قهر می‌کنند، اما دشمنی آنها دوامی نمی‌آورد و دور از چشم والدین خود، با یکدیگر ملاقات می‌کنند…

## بازیگران
- بهزاد رحیم‌خانی
- سیاوش مفیدی
- فرزانه کابلی
- محرم بسیم
- محسن قبادی
- عنایت‌الله شفیعی
- مرتضی رحمانی